# Liste von Jagdmuseen
Ein Jagdmuseum präsentiert Exponate zur Geschichte des Jagdwesens.

## Liste von jagdlichen Museen

### Deutschland
- Jagdschloss Augustusburg, Sachsen
- Burg Brüggen, Nordrhein-Westfalen
- Deutsches Jagd- und Fischereimuseum, München
- Forst- und Jagdmuseum Ferdinand von Raesfeld in Born a. Darß, Mecklenburg-Vorpommern
- Jagd- und Fischereimuseum Schloss Wolfstein, Freyung in Niederbayern
- Fürstliche Schatzkammer Thurn und Taxis, Regensburg
- Jagdmuseum Jagdschloss Grunewald, Berlin
- Jagdmuseum Jagdschloss Kranichstein, Darmstadt
- Ostpreußisches Landesmuseum, Lüneburg
- Jagdmuseum des Hegerings Schalksmühle-Hülscheid, Schalksmühle, Nordrhein-Westfalen
- „Museum für Natur – Jagd – Kultur“ im Jagdschloss Springe, Niedersachsen
- Rehmuseum, Königliches Schloss Berchtesgaden
- Jagdschloss Schorfheide[1]
- Jagdmuseum Wulff, Dedelstorf-Oerrel
- Jagdmuseum Haltenbergstetten, Baden-Württemberg
- Jagdmuseum Schloss Kranichstein
- Forst- und Jagdmuseum Görzke, Brandenburg
- Wald- und Forstmuseum (Heidelbeck), Kalletal
- Museum zur Markgräflichen Jagd im Markgraftum Brandenburg-Kulmbach-Bayreuth auf Burg Zwernitz in Wonsees bei Kulmbach[2]

### Österreich
- Jagdmuseum Schloss Stainz, Stainz (Österreich)
- ehemaliges Niederösterreichisches Jagdmuseum, Schloss Marchegg (Österreich)
- Oberösterreichisches Jagdmuseum, Sankt Florian (Österreich)

### Schweiz
- Schweizer Museum für Wild und Jagd, Schloss Landshut

### Andere Länder
- Forst- und Jagdmuseum, Schloss Ohrada, (Tschechien)
- Jagd- und Naturkundemuseum Musée de la Chasse et de la Nature, Paris
- Jagdmuseum im Schloss Gien, Gien (Frankreich)
- Jagdmuseum im Schloss Touffou, Bonnes (Frankreich)
- Jagdmuseum Posada, Rumänien
- Jagdmuseum Riihimäki, Finnland
- Jagdmuseum Zagreb, Kroatien
- Südtiroler Landesmuseum für Jagd und Fischerei, Schloss Wolfsthurn, Mareit/Ratschings (Italien)